# Lehtisaari (ö i Finland, Södra Savolax, S:t Michel, lat 61,38, long 28,00)
Lehtisaari är en ö i Finland. Den ligger i sjön Saimen och i kommunen Puumala i den ekonomiska regionen  S:t Michel och landskapet Södra Savolax, i den södra delen av landet, 210 km nordost om huvudstaden Helsingfors. Öns area är 2,5 hektar och dess största längd är 260 meter i nord-sydlig riktning.